# Callulops personatus
Callulops personatus là một loài ếch trong họ Nhái bầu.
Loài này có ở Indonesia và Papua New Guinea.
Các môi trường sống tự nhiên của chúng là các khu rừng ẩm ướt đất thấp nhiệt đới hoặc cận nhiệt đới và các khu rừng trước đây bị suy thoái nặng nề.